# Шумски пожар
Шумски пожари представљају стихијско и неконтролисано ширење ватре у природној околини. Величина опожарене површине и јачина пожара зависи од типа вегетације који је угрожен ватром. Димензије ових природних катастрофа често знају бити толиких размера да су видљиве из свемира. Карактеристика шумских пожара је веома брзо ширење и нагле промене правца под утицајем временских прилика. Према узроцима настанка деле се на пожаре антропогеног и природног порекла.
Готово 90% свих пожара у природи је настало као последица људске активности, док је главни природни узрочник су муња.
Шумски пожари се јављају на свим континетима изузев на Анктарктику. Иако пожари овог типа углавном имају веома негативне последице по живи свет, важна је њихова еколошка улога у природном обнављању шумских и других вегетационих подручја.
Стратегија борбе против шумских пожара подразумева њихову превенцију, рано откривање и сузбијање те развијање средстава за ефикасну борбу против ове врсте природне катастрофе.